# پلاسانتون (آیووا)
پلاسانتون (به انگلیسی: Pleasanton) شهری در ایالت آیووا کشور ایالات متحده آمریکا است که جمعیت آن در سرشماری سال ۲۰۱۰ میلادی، ۴۹ نفر بوده‌است.